# Xylosandrus compactus
Espèce
Synonymes
- Xyleborus compactus[1]
- Xyleborus morstatti[1]

Xylosandrus compactus est une espèce de très petits coléoptères tropicaux de la famille des Curculionidae (sous-famille des Scolytinae). L'insecte adulte est brun foncé ou noir et discret ; il s'enfonce dans un rameau d'une plante hôte et y pond ses œufs ; les larves creusent d'autres tunnels à travers les tissus végétaux. Ces coléoptères sont des ravageurs agricoles qui endommagent les pousses de cultures telles que le café, le thé, le cacao et l'avocat.

## Description
Ce scolyte est brun foncé ou noir. La femelle adulte peut atteindre 2 mm de long et environ 1 mm de large. La tête est convexe à l'avant avec une rainure transversale indistincte au-dessus des pièces buccales. Chaque antenne se compose d'un funicule (base) à cinq segments et d'une massue obliquement tronquée légèrement plus longue que large. Le pronotum est arrondi avec six ou huit dentelures sur le bord antérieur. Les élytres sont convexes et rainurés et ont de fines perforations, et il y a des poils entre les rainures. Le mâle adulte est plus petit, a un pronotum non dentelé et pas d'ailes.
Les œufs sont lisses, blancs et ovoïdes, longs d'environ 0,5 mm. Les larves sont blanc crème avec la tête brunâtre et sans pattes. Les nymphes sont de couleur crème et exarées (elles ont des appendices libres).

## Distribution
Xylosandrus compactus a une large distribution sous les tropiques. Son aire de répartition s'étend de Madagascar et d'une grande partie de l'Afrique tropicale jusqu'à l'Indonésie, la Nouvelle-Guinée et diverses îles du Pacifique, en passant par le Sri Lanka et le sud de l'Inde, la Thaïlande, le Vietnam, la Malaisie, la Chine et le Japon. Il a été introduit aux États-Unis continentaux en 1941 et s'est également propagé au Brésil et à Cuba. En 1961, il est arrivé à Hawaï, où il infeste plus d'une centaine d'espèces d'arbres à bois, d'arbres d'ornement, d'arbres et d'arbustes fruitiers. Sa présence à Hawaï met en danger certains arbres endémiques rares et menacés comme Alectryon macrococcus (en), Colubrina oppositifolia (en), Mezoneuron kauaiense (en) et Flueggea neowawraea (en).

## Hôtes
Quelque 225 espèces de plantes appartenant à 62 familles ont été répertoriées comme hôtes de ce coléoptère. Dans une forêt naturelle de feuillus, celui-ci ne cause normalement pas beaucoup de dégâts, mais lorsqu'il infecte des plantations de plantes hôtes sensibles, il peut devenir un ravageur. Les principales cultures où il fait de sérieux dégâts sont le café, le thé, l'avocat et le cacao. En Inde, il attaque Khaya grandifoliola et Khaya senegalensis, qui sont cultivés comme arbres d'ombrage dans les plantations, de même façon qu'en Afrique, il attaque Erythrina sp. et Melia azedarach. Il est particulièrement dommageable dans les pépinières, tuant les semis et les jeunes plants. Une étude dans les systèmes de caféiers robusta ombragés d'Ouganda a montré que les espèces d'arbres supprimant l'infestation par X. compactus dégageaient de manière caractéristique une sève abondante indépendamment de tout stress. L'abondance de sève exsudant des arbres blessés différencie donc probablement les hôtes de X. compactus des non-hôtes.

## Écologie
En Floride, où X. compactus a été introduit, son cycle de vie s'achève en vingt-huit jours environ. Comme d'autres Curculionidae, la femelle adulte porte des champignon symbiotes, en particulier les espèces Ambrosiella xylebori et du genre Fusarium. Ces champignons colonisent le xylème de la plante hôte et sont consommés par les coléoptères adultes et les larves. Les larves mâles sont produites par parthénogenèse arrhénotoque et sont peu nombreuses. Après la nymphose, elles restent dans la galerie pour s'accoupler avec leurs sœurs. Les femelles nouvellement émergées restent environ huit jours dans les galeries, où se déroule l'accouplement. Elles rampent ensuite hors des galeries et volent vers un autre arbre hôte, emportant avec elles une partie de leurs champignons symbiotes. Elles creusent un tunnel dans le bois sain sur la face inférieure de la branche, introduisent le champignon et commencent à pondre des œufs. Les femelles vivent une quarantaine de jours ; les symptômes de l'infestation d'un rameau comprennent la mort de la tige et des feuilles au-delà de l'entrée de la galerie,.